# Maratona aquática no Campeonato Europeu de Esportes Aquáticos de 2014 - 10 km masculino
Os 10 km da maratona aquática masculina da maratona aquática no Campeonato Europeu de Esportes Aquáticos de 2014 foi realizada no dia 14 de agosto em Berlim, na Alemanha. 

## Calendário
| Fase  | Data         | Hora  |
| ----- | ------------ | ----- |
| Final | 14 de agosto | 10:00 |

Todos os horários estão no horário local (UTC+1)

## Medalhistas
| Ouro                 | Prata             | Bronze                |
| Ferry Weertman (NED) | Thomas Lurz (GER) | Evgeny Drattsev (RUS) |

## Resultados
A prova foi realizada no dia 14 de agosto ás 10:00. 
| Pos.              | Nadador              | Nacionalidade | Tempo     |
| ----------------- | -------------------- | ------------- | --------- |
| Medalha de ouro   | Ferry Weertman       | Países Baixos | 1:49:56.2 |
| Medalha de prata  | Thomas Lurz          | Alemanha      | 1:49:59.0 |
| Medalha de bronze | Evgeny Drattsev      | Rússia        | 1:50:00.6 |
| 4                 | Federico Vanelli     | Itália        | 1:50:02.3 |
| 5                 | Matteo Furlan        | Itália        | 1:50:03.8 |
| 6                 | Jack Burnell         | Reino Unido   | 1:50:04.1 |
| 7                 | Kirill Abrosimov     | Rússia        | 1:50:05.1 |
| 8                 | Spyridon Gianniotis  | Grécia        | 1:50:05.1 |
| 9                 | Axel Reymond         | França        | 1:50:07.6 |
| 10                | Gergely Gyurta       | Hungria       | 1:50:08.0 |
| 11                | Christian Reichert   | Alemanha      | 1:50:09.4 |
| 12                | Antonios Fokaidis    | Grécia        | 1:50:10.1 |
| 13                | Romain Beraud        | França        | 1:50:11.6 |
| 14                | Thomas Allen         | Reino Unido   | 1:50:12.5 |
| 15                | Simone Ruffini       | Itália        | 1:50:12.8 |
| 16                | Christopher Bryan    | Irlanda       | 1:50:13.4 |
| 17                | Márk Papp            | Hungria       | 1:50:14.3 |
| 18                | Marcel Schouten      | Países Baixos | 1:50:14.6 |
| 19                | Ihor Chervynskyi     | Ucrânia       | 1:50:14.6 |
| 20                | Andreas Waschburger  | Alemanha      | 1:50:39.9 |
| 21                | Ihor Snitko          | Ucrânia       | 1:50:40.1 |
| 22                | Ventsislav Aydarski  | Bulgária      | 1:50:44.9 |
| 23                | Mateusz Sawrymowicz  | Polónia       | 1:50:45.9 |
| 24                | Caleb Hughes         | Reino Unido   | 1:50:56.7 |
| 25                | Volodymyr Voronko    | Ucrânia       | 1:51:55.9 |
| 26                | Patrik Rakos         | Hungria       | 1:52:01.2 |
| 27                | Matthias Schweinzer  | Áustria       | 1:52:02.5 |
| 28                | Damien Cattin-Vidal  | França        | 1:52:12.1 |
| 29                | Daniil Serebrennikov | Rússia        | 1:52:12.3 |
| 30                | Shahar Resman        | Israel        | 1:52:16.0 |
| 31                | Jan Urbaniak         | Polónia       | 1:53:25.0 |
| 32                | Vasco Gaspar         | Portugal      | 1:53:32.7 |
| 33                | Yuval Safra          | Israel        | 1:53:51.8 |
| 34                | Karel Baloun         | Chéquia       | 1:53:57.8 |
| 35                | Vit Ingeduld         | Chéquia       | 1:58:32.8 |
| 36                | Georgios Arniakos    | Grécia        | 1:58:59.1 |
| 37                | Antonio Arroyo       | Espanha       | 2:02:59.7 |
| —                 | Thomas Liess         | Suíça         | DNF       |
| —                 | Jan Kutnik           | Chéquia       | DNF       |